# Víctor Mañón
Víctor Omar Mañón Barrón (n. Celaya, México; 6 de febrero de 1992) es un futbolista mexicano. Se desempeña en la posición de delantero y actualmente milita en el Deportivo Achuapa de la Primera División de Guatemala.

## Trayectoria

### Debut
Debutó profesionalmente en septiembre de 2007.
Cuando su club venció al Cruz Azul por 2-1 en la séptima jornada de la liga, se convirtió en el futbolista más joven que jugó en un partido de Primera División de México.
El 5 de enero de 2008 este honor pasó a Martín Galván, de Cruz Azul. Mañón anotó su primer gol en primera con el Pachuca, en un partido contra Jaguares de Chiapas el 5 de septiembre de 2009.

### Club de Fútbol Pachuca
Inició su carrera en esta institución desde su debut en 2007 hasta el año 2011, en que fue cedido al Indios de Ciudad Juárez por una temporada, con opción a compra.

### Club de Fútbol Indios
Víctor Mañón fue transferido para el torneo apertura 2011 de la Liga de Ascenso de México al Club de Fútbol Indios en calidad de préstamo del Pachuca.

### Club Deportivo Veracruz
En junio del 2013 fue contratado para el equipo de Club Deportivo Veracruz para el Torneo Apertura 2013.

## Palmarés

### Campeonatos nacionales
| Título               | Equipo                            | Sede   | Año               |
| -------------------- | --------------------------------- | ------ | ----------------- |
| Segunda División     | Tlaxcala Fútbol Club              | México | Apertura 2016     |
| Segunda División     | Tlaxcala Fútbol Club              | México | Ascenso 2016-2017 |
| Segunda División     | Loros de la Universidad de Colima | México | Clausura 2018     |
| Liga de Expansión MX | Tepatitlán F.C                    | México | Clausura 2021     |
| Campeón de Campeones | Tepatitlán F.C                    | México | 2020-2021         |

### Campeonatos internacionales
| Título                  | Equipo       | Sede   | Año  |
| ----------------------- | ------------ | ------ | ---- |
| Concacaf Liga Campeones | Club Pachuca | México | 2010 |

### Distinciones individuales
| Distinción                                   | Año              |
| -------------------------------------------- | ---------------- |
| Campeón de Goleo individual Segunda División | Torneo 2018-2019 |
| Campeón de Goleo individual Ascenso MX       | Apertura 2019    |

- Datos: Q6165652